# Långtjärnen (Lycksele socken, Lappland, 720212-165243)
Långtjärnen är en sjö i Lycksele kommun i Lappland och ingår i Umeälvens huvudavrinningsområde.